# Aqsri
Aqsri est une commune rurale de la préfecture d'Agadir Ida-Outanane, dans la région de Souss-Massa, au Maroc. Elle ne dispose pas de centre urbain mais son chef-lieu est un village du même nom.

## Historique
La commune d'Aqsri, créée en 1959, fait partie des 801 premières communes formées lors du premier découpage communal qu'a connu le Maroc. Elle se trouvait dans la province d'Agadir, précisément dans le cercle d'Inezgane.

## Démographie
La commune a connu, de 2004 à 2014 (années des derniers recensements), une baisse de population, passant de 4 873 à 4 128 habitants,.
|      | Population totale | Ménages | Population urbaine | Population rurale | Étrangers |
| 1960 | 8 161             | -       | 0                  | 8 161             | -         |
| 1971 | 9 789             | -       | 0                  | 9 789             | -         |
| 1982 | 11 049            | 1 925   | 0                  | 11 049            | 0         |
| 1994 | 5 092             | 823     | 0                  | 5 092             | 0         |
| 2004 | 4 873             | 857     | 0                  | 4 873             | 0         |
| 2014 | 4 128             | 907     | 0                  | 4 128             | 5         |

## Administration et politique
La commune rurale d'Aqsri est située au sein du caïdat de Taghazout, lui-même situé au sein du cercle d'Agadir-Atlantique,.